# Авдеево (Рыбинский район)
Авдеево — бывшая деревня Судоверфского сельского поселения Рыбинского района Ярославской области, в настоящее время улица Авдеева микрорайона Переборы. Указана как деревня на топокартах и присутствует в списках ОКАТО , но в современных документах значится только как улица в Переборах.
Улица расположена на северо-западной окраине города Рыбинска, к югу от микрорайона Переборы вблизи железнодорожной платформы Шлюзовая, расположенной на  железнодорожной ветке местного промышленного назначения, ведущей от станции Рыбинск на левый берег Волги через плотину и шлюзы Рыбинского водохранилища.
С востока к улице примыкает деревня Куклино.
Улица обслуживается почтовым отделением 16 в Рыбинске (Переборы). По почтовым данным на ней 20 домов..